# Peter MacDonald
Pour l’article ayant un titre homophone, voir Peter McDonald.
Pour les articles homonymes, voir MacDonald.
Peter MacDonald est un réalisateur, producteur de cinéma, cadreur et directeur de la photographie britannique, né le 20 juin 1939 à Londres.

## Biographie[2]
Alors qu'il est réalisateur de la seconde équipe sur le film Rambo 3, Peter MacDonald se voit proposer de reprendre la réalisation du film par les producteurs qui viennent d'évincer le réalisateur d'origine Russell Mulcahy. Dans l'urgence, le planning étant surchargé, MacDonald n'a d'autre choix que d'accepter. À la suite de l'échec du film (moins de 200 M$ contre +300 M$ pour le deuxième opus), dont une bonne partie lui est attribuée, MacDonald change de genre en s'essayant à la comédie black avec Mo'Money, mais là non plus, le succès n'est pas au rendez-vous. Il réalise ensuite le film pour enfants L'Histoire sans fin 3 : Retour à Fantasia mais essuie une fois de plus un échec cuisant. MacDonald se consacre aujourd'hui à la réalisation de seconde équipe.

## Filmographie[3]

### Réalisateur

#### Cinéma
- 1988 : Rambo 3
- 1992 : Mo' Money
- 1994 : L'Histoire sans fin 3 : Retour à Fantasia (The Neverending Story III)
- 1998 : Légionnaire (Legionnaire)
- 2000 : The Extreme Adventures of Super Dave (vidéo)

#### Télévision

##### Séries télévisées
- 1993 : Les Aventures du jeune Indiana Jones (The Young Indiana Jones Chronicles) (épisode Le train fantôme, saison 2, épisode 13)
- 1996 : Les Contes de la crypte (Tales from the Crypt) (épisode Escape Saison 7 épisode 4)
- 1999 : Harbour Lights

##### Téléfilms
- 1997 : Supply & Demand
- 2001 : L'Empire du roi-singe (The Lost Empire ou The Monkey King)

### Producteur
- 1989 : Tango et Cash de Andrei Konchalovskyet Albert Magnoli (Producteur délégué)
- 1990 : Graffiti Bridge de Prince (Producteur délégué)
- 1996 : Le Grand Tournoi (The Quest) de Jean-Claude Van Damme (Producteur délégué)
- 1998 : Légionnaire (Legionnaire) de Peter MacDonald (Producteur)
- 2005 : Harry Potter et la Coupe de feu (Harry Potter and the Goblet of Fire) de Mike Newell (Coproducteur)

### Directeur de la photographie
- 1984 : Secret Places de Zelda Barron (en)
- 1985 : Honour, Profit & Pleasure de Anna Ambrose
- 1986 : Guerriers du soleil (Solarbabies) de Alan Johnson
- 1987 : Hamburger Hill de John Irvin
- 1989 : Shag (en) de Zelda Barron (en)

### Réalisateur deseconde équipe
- 1979 : L'Ultime Attaque (Zulu Dawn) de Douglas Hickox
- 1980 : Star Wars, épisode V : L'Empire contre-attaque (Star Wars Episode V: The Empire Strikes Back) de Irvin Kershner
- 1981 : Excalibur de John Boorman
- 1981 : Le Dragon du lac de feu (Dragonslayer) de Matthew Robbins
- 1983 : Le Signe des quatre (téléfilm, 1983) (The Sign of Four) de Desmond Davis
- 1983 : Le Chien des Baskerville (The Hound of the Baskervilles) de Douglas Hickox
- 1985 : Rambo 2 : La Mission (Rambo: First Blood Part II) de George P. Cosmatos
- 1987 : Cry Freedom de Richard Attenborough
- 1989 : Batman de Tim Burton
- 1989 : Tango et Cash de Andrei Konchalovsky et Albert Magnoli
- 1992 : Une lueur dans la nuit (Shining Through) de David Seltzer
- 1992 : Radio Flyer de Richard Donner et David M. Evans
- 1993 : Cavale sans issue (Nowhere to Run) de Robert Harmon
- 1996 : Le Grand Tournoi (The Quest) de Jean-Claude Van Damme
- 1997 : Batman et Robin de Joel Schumacher
- 1999 : Cléopatre (Cleopatra) de Franc Roddam (Téléfilm - seconde équipe au Royaume-Uni)
- 2001 : Les Visiteurs en Amérique (Just Visiting) de Jean-Marie Poiré (seconde équipe au Royaume-Uni)
- 2002 : Harry Potter et la Chambre des secrets (Harry Potter and the Chamber of Secrets) de Chris Columbus
- 2004 : Harry Potter et le Prisonnier d'Azkaban (Harry Potter and the Prisoner of Azkaban) de Alfonso Cuarón
- 2005 : Harry Potter et la Coupe de feu (Harry Potter and the Goblet of Fire) de Mike Newell
- 2006 : Eragon de Stefen Fangmeier
- 2007 : La Vengeance dans la peau (The Bourne Ultimatum) de Paul Greengrass
- 2007 : À la croisée des mondes : La Boussole d'or (The Golden Compass) de Chris Weitz
- 2009 : X-Men Origins: Wolverine de Gavin Hood

### Cadreur
- 1968 : La Motocyclette (The Girl on a Motorcycle) de Jack Cardiff
- 1968 : The Bliss of Mrs. Blossom de Joseph McGrath
- 1969 : Assassinats en tous genres (The Assassination Bureau) de Basil Dearden
- 1969 : The Magic Christian de Joseph McGrath
- 1970 : Cromwell de Ken Hughes
- 1970 : Goodbye Gemini de Alan Gibson
- 1971 : Mort d'un prof ? (Unman, Wittering and Zigo) de John Mackenzie
- 1972 : Cabaret de Bob Fosse
- 1972 :  Alice au pays des merveilles (Alice's Adventures in Wonderland) de William Sterling (en)
- 1973 : Voices de Kevin Billington
- 1973 : Love and Pain and the Whole Damn Thing de Alan J. Pakula
- 1973 : Don Quixote de Robert Helpmann et Rudolf Nureyev
- 1974 : Zardoz de John Boorman
- 1974 : Crime à distance (The Internecine Project) de Ken Hughes
- 1974 : Le Crime de l'Orient-Express (Murder on the Orient Express) de Sidney Lumet
- 1975 : Le Retour de la panthère rose (The Return of the Pink Panther) de Blake Edwards
- 1975 : Le Froussard héroïque (Royal Flash) de Richard Lester
- 1975 : Lucky Lady de Stanley Donen
- 1977 : Un pont trop loin (A Bridge Too Far) de Richard Attenborough
- 1978 : Superman de Richard Donner
- 1979 : L'Ultime Attaque (Zulu Dawn) de Douglas Hickox
- 1979 : Charlie Muffin de Jack Gold (Téléfilm)
- 1980 : Jeux d'espions (Hopscotch) de Ronald Neame
- 1980 : Superman 2 de Richard Lester et Richard Donner
- 1982 : The Return of the Soldier de Alan Bridges
- 1983 : Yentl de Barbra Streisand
- 1983 : Gorky Park de Michael Apted
- 1984 : Reflections de Kevin Billington
- 1984 : La Belle et l'Ordinateur (Electric Dreams) de Steve Barron
- 1985 : Legend de Ridley Scott

### Autres métiers
- 1957 : Man from Tangier de Lance Comfort (Deuxième assistant opérateur)
- 1958 : Mark of the Phoenix de Maclean Rogers (Deuxième assistant opérateur)
- 1960 : Quand gronde la colère (Never Let Go) de John Guillermin (Deuxième assistant opérateur)
- 1968 : 2001, l'Odyssée de l'espace (2001: A Space Odyssey) de Stanley Kubrick (Premier assistant opérateur)
- 1981 : Excalibur de John Boorman (photographe de seconde équipe)
- 1981 : Ragtime de Miloš Forman (cadreur de seconde équipe en Angleterre)
- 1985 : Rambo 2 : La Mission (Rambo: First Blood Part II) de George P. Cosmatos (Directeur de la photographie, équipe en hélicoptère)
- 1987 : Cry Freedom de Richard Attenborough (Cadreur de seconde équipe)
- 1989 : Batman de Tim Burton (Cadreur de seconde équipe)

## Distinctions

### Nominations
- 1988 : nommé au Razzie Award du plus mauvais réalisateur pour le film Rambo 3[4]
- 1995 : nommé au International Fantasy Film Award du meilleur film pour L'Histoire sans fin 3 : Retour à Fantasia[5]